# Master*piece
master＊piece（マスター・ピース）は、横浜市出身の4人組ギターロックバンドである。2000年3月結成。2004年cutting edgeよりメジャーデビュー。2005年にインディーズレーベルGROWING UPへ移籍した。2007年2月17日をもって活動休止している。

## メンバー
- 窪田隼一（1980年6月5日 - ）ボーカル
- 原俊平（1982年10月20日 - ）ギター
- 福島一郎（1980年11月26日 - ）ベース
- 保利昭宏（1981年1月4日 - ）ドラム

## ディスコグラフィー

### シングル
1. 真夜中の扉の向こう（2005年10月19日）
  1. 真夜中の扉の向こう
  2. 君に触れたまま
  3. ここから

### ミニアルバム
1. マスター・ピース（2004年11月10日/2005年10月19日）
  1. あるがままに
  2. 魔法ノコトバ
  3. 悠久の想い
  4. 君がほしくて
  5. さよならだけは・・・
2. ポルト-porte-（2005年3月2日/2005年10月19日）
  1. かげ
  2. 光のしずく（TBS系「COUNT DOWN TV」2005年3月度エンディングテーマ）
  3. 輝きの中で
  4. 夕焼け
  5. 空にだかれて
3. そら（2006年5月3日）
  1. そら
  2. 届かない胸響
  3. 鼓動
  4. 君が眠りにつくまで
  5. 未来のかけら